# لی شانشان (بازیکن بسکتبال)
لی شانشان (انگلیسی: Li Shanshan؛ زادهٔ ۳ مارس ۱۹۸۷) بازیکن بسکتبال زن اهل چین است. وی در بازی‌های المپیک تابستانی ۲۰۱۲ و ۲۰۱۶ شرکت کرده‌است.